# Genoa (vela)

Vela de estai, à esquerda, comparada com a Genoa, à direita.

Na terminologia náutica, a vela de genoa ou genoa é a vela situada à proa da embarcação, frente ao mastro vertical.
De dimensões superiores às da vela de estai, a genoa caracteriza-se por ultrapassar a linha do mastro e, contrariamente à vela de estai, passa frequentemente por fora do brandal para se aproveitar o seu maior volume.